# 方槑
方槑（？—1762年），字逊一，号雪屏，又号抱璞山人；浙江石门（今崇德）人，清代文人、书画家。

## 生平
书法摹米芾，作畫仿赵孟坚，善画梅、菊、兰、竹，兼善山水。好游歷，不事生产。乾隆二十七年（1762年）卒于嘉兴县梅里僧舍，葬于桐乡郭公桥。有《雪屏诗存》。有子方薰。